# Athanasios Karagounis
Athanasios Karagounis (Grieks: Θανάσης Καραγκούνης) (Lamia, 25 september 1991) is een Grieks voetballer die als aanvaller speelt.

## Clubcarrière
Vanaf januari 2014 kwam hij uit voor PEC Zwolle. In april 2016 tekende hij een verlengd contract tot medio 2018. Hierna vervolgde hij zijn loopbaan bij PAS Lamia.

## Carrièrestatistieken
| Seizoen                   | Club            | Competitie      | Competitie | Competitie | Beker | Beker | Internationaal | Internationaal | Overig | Overig | Totaal | Totaal |
| Seizoen                   | Club            | Competitie      | Wed.       | Dlp.       | Wed.  | Dlp.  | Wed.           | Dlp.           | Wed.   | Dlp.   | Wed.   | Dlp.   |
| ------------------------- | --------------- | --------------- | ---------- | ---------- | ----- | ----- | -------------- | -------------- | ------ | ------ | ------ | ------ |
| 2008/09                   | Fokikos FC      | Gamma Ethniki   | 30         | 4          | 0     | 0     | 0              | 0              | 0      | 0      | 30     | 4      |
| 2009/10                   | Atromitos FC    | Super League    | 11         | 1          | 0     | 0     | 0              | 0              | 0      | 0      | 11     | 0      |
| 2010/11                   | Atromitos FC    | Super League    | 13         | 0          | 2     | 0     | 0              | 0              | 0      | 0      | 15     | 0      |
| 2011/12                   | Atromitos FC    | Super League    | 21         | 1          | 4     | 2     | 0              | 0              | 0      | 0      | 25     | 3      |
| 2012/13                   | Atromitos FC    | Super League    | 28         | 5          | 1     | 1     | 0              | 0              | 0      | 0      | 29     | 6      |
| 2013/14                   | Atromitos FC    | Super League    | 12         | 1          | 1     | 1     | 2              | 1              | 0      | 0      | 15     | 3      |
| 2013/14                   | PEC Zwolle      | Eredivisie      | 14         | 1          | 2     | 0     | 0              | 0              | 0      | 0      | 16     | 1      |
| 2014/15                   | PEC Zwolle      | Eredivisie      | 3          | 0          | 1     | 1     | 0              | 0              | 1      | 0      | 5      | 1      |
| 2015/16                   | PEC Zwolle      | Eredivisie      | 0          | 0          | 0     | 0     | 0              | 0              | 0      | 0      | 0      | 0      |
| 2016/17                   | PEC Zwolle      | Eredivisie      | 5          | 0          | 2     | 0     | 0              | 0              | 0      | 0      | 7      | 0      |
| 2017/18                   | PEC Zwolle      | Eredivisie      | 1          | 0          | 0     | 0     | 0              | 0              | 0      | 0      | 1      | 0      |
| Carrière totaal           | Carrière totaal | Carrière totaal | 136        | 13         | 13    | 4     | 3              | 1              | 1      | 0      | 153    | 18     |
| Bijgewerkt tot 6 mei 2018 |                 |                 |            |            |       |       |                |                |        |        |        |        |

## Interlandcarrière
Griekenland onder 19
Op 11 februari 2009 debuteerde Karagounis voor Griekenland –19 in een vriendschappelijke wedstrijd tegen Duitsland –19 (3 – 1 winst).
| Interlands van Athanasios Karagounis | Interlands van Athanasios Karagounis | Interlands van Athanasios Karagounis | Interlands van Athanasios Karagounis | Interlands van Athanasios Karagounis | Interlands van Athanasios Karagounis |
| №                                    | Datum                                | Wedstrijd                            | Uitslag                              | Soort Wedstrijd                      | Doelpunten                           |
| Als speler bij Fokikos FC            | Als speler bij Fokikos FC            | Als speler bij Fokikos FC            | Als speler bij Fokikos FC            | Als speler bij Fokikos FC            | Als speler bij Fokikos FC            |
| ------------------------------------ | ------------------------------------ | ------------------------------------ | ------------------------------------ | ------------------------------------ | ------------------------------------ |
| 1.                                   | 11 februari 2009                     | Griekenland – Duitsland              | 3 – 1                                | Vriendschappelijk                    | 0                                    |
| Als speler bij Atromitos FC          |                                      |                                      |                                      |                                      |                                      |
| 2.                                   | 2 maart 2010                         | Griekenland – Oostenrijk             | 1 – 2                                | Vriendschappelijk                    | 0                                    |
| 3.                                   | 3 mei 2010                           | Hongarije – Griekenland              | 0 – 1                                | Kwalificatie EK –19                  | 0                                    |
| 4.                                   | 5 mei 2010                           | Portugal – Griekenland               | 1 – 1                                | Kwalificatie EK –19                  | 0                                    |
| 5.                                   | 8 mei 2010                           | Griekenland – Roemenië               | 2 – 0                                | Kwalificatie EK –19                  | 0                                    |

Griekenland onder 21
Op 17 november 2010 debuteerde Karagounis voor Griekenland –21 in een vriendschappelijke wedstrijd tegen Noorwegen –21 (1 – 0 winst).
| Interlands van Athanasios Karagounis | Interlands van Athanasios Karagounis | Interlands van Athanasios Karagounis | Interlands van Athanasios Karagounis | Interlands van Athanasios Karagounis | Interlands van Athanasios Karagounis |
| №                                    | Datum                                | Wedstrijd                            | Uitslag                              | Soort Wedstrijd                      | Doelpunten                           |
| Als speler bij Atromitos FC          | Als speler bij Atromitos FC          | Als speler bij Atromitos FC          | Als speler bij Atromitos FC          | Als speler bij Atromitos FC          | Als speler bij Atromitos FC          |
| ------------------------------------ | ------------------------------------ | ------------------------------------ | ------------------------------------ | ------------------------------------ | ------------------------------------ |
| 1.                                   | 17 november 2010                     | Griekenland – Noorwegen              | 1 – 0                                | Vriendschappelijk                    | 0                                    |
| 2.                                   | 9 februari 2011                      | Griekenland – Duitsland              | 0 – 0                                | Vriendschappelijk                    | 0                                    |
| 3.                                   | 28 maart 2011                        | België – Griekenland                 | 0 – 1                                | Vriendschappelijk                    | 0                                    |
| 4.                                   | 2 juni 2011                          | Griekenland – Bulgarije              | 2 – 1                                | Vriendschappelijk                    | 1                                    |
| 5.                                   | 6 juni 2011                          | Polen – Griekenland                  | 1 – 2                                | Vriendschappelijk                    | 0                                    |
| 6.                                   | 10 augustus 2011                     | Griekenland – Wit-Rusland            | 2 – 3                                | Kwalificatie EK –21                  | 0                                    |
| 7.                                   | 2 september 2011                     | Cyprus – Griekenland                 | 0 – 2                                | Kwalificatie EK –21                  | 0                                    |
| 8.                                   | 5 september 2011                     | Oostenrijk – Griekenland             | 3 – 2                                | Vriendschappelijk                    | 1                                    |
| 9.                                   | 6 oktober 2011                       | Griekenland – San Marino             | 2 – 0                                | Kwalificatie EK –21                  | 0                                    |
| 10.                                  | 15 augustus 2012                     | Griekenland – Polen                  | 2 – 0                                | Vriendschappelijk                    | 0                                    |

## Erelijst
Met  PEC Zwolle
| Competitie                   | Winnaar | Winnaar | Runner-up | Runner-up |
| Competitie                   | Aantal  | Jaren   | Aantal    | Jaren     |
| ---------------------------- | ------- | ------- | --------- | --------- |
| Nationaal                    |         |         |           |           |
| Winnaar KNVB beker           | 1x      | 2013/14 | 1x        | 2014/15   |
| Winnaar Johan Cruijff Schaal | 1x      | 2014    |           |           |